# Shatjrek
Shatjrek (en arménien Շատջրեք ; anciennement Ghoshabulagh) est une communauté rurale du marz de Gegharkunik, en Arménie. Elle compte 498 habitants en 2008.